# 스몰렌스크주

스몰렌스크주의 소형 국장

스몰렌스크주(러시아어: Смоленская область Smolenskaya oblast'[*]), 비공식적으로 스몰렌시치나(러시아어: Смоленщина),는 러시아의 연방주체 (주)이다. 그것의 행정중심은 스몰렌스크의 도시이다. 2021년 인구 조사 중 인구는 888,421명이었다.

## 지리

### 시간대
모스크바 시간 (MSK/MSD)에 접해 있다. UTC와의 시차는 +03:00 (MSK)/+04:00 (MSD)이다.

## 행정 구역

### 군
- 데미돕스키군
- 도로고부시스키군
- 두홉신스키군
- 가가린스키군
- 글린콥스키군
- 카르디몹스키군
- 히슬라비치스키군
- 홀름지르콥스키군
- 크라스닌스키군
- 모나스티르셴스키군
- 노보두긴스키군
- 포친콥스키군
- 로슬라블스키군
- 루드냔스키군
- 사포놉스키군
- 슈먀치스키군
- 스몰렌스키군
- 시춉스키군
- 템킨스키군
- 우그란스키군
- 벨리시스키군
- 뱌젬스키군
- 야르쳅스키군
- 옐닌스키군
- 예르시치스키군

## 인구
| 연도                | 인구      | ±%     |
| ------------------- | --------- | ------ |
| 1897                | 1,525,279 | —      |
| 1926                | 2,292,712 | +50.3% |
| 1959                | 1,142,969 | −50.1% |
| 1970                | 1,106,066 | −3.2%  |
| 1979                | 1,120,748 | +1.3%  |
| 1989                | 1,158,299 | +3.4%  |
| 2002                | 1,049,574 | −9.4%  |
| 2010                | 985,537   | −6.1%  |
| 2021                | 888,421   | −9.9%  |
| Source: Census data |           |        |

인구: 888,421 (2021년 인구 조사); 985,537 (2010년 인구 조사); 1,049,574 (2002년 인구 조사); 1,158,299 (1989년 인구 조사).
2005년도의 인구는 101만 9,000명이었다. 2005년에 1인당 인구밀도는 20,5명/km2, 거의 대부분이 도시에 집중되어 있었다(70,7%). 거의 대부분의 주민이 러시아인이다.
| 민족           | 2002년도의 인구 수 (*보관됨 2012-01-26 - 웨이백 머신) |
| -------------- | ----------------------------------------------------- |
| 러시아인       | 980,1                                                 |
| 우크라이나인   | 17,4                                                  |
| 벨라루스인     | 16,2                                                  |
| 아르메니아인   | 3,9                                                   |
| 집시           | 3,0                                                   |
| 타타르인       | 2,4                                                   |
| 아제르바이잔인 | 2,4                                                   |
| 유대인         | 1,4                                                   |
| 독일인         | 1,1                                                   |

## 같이 보기
- 카틴 학살